# Thundercat (músico)
Stephen Lee Bruner (nacido el 19 de octubre de 1984), más conocido por su nombre artístico Thundercat, es un músico, cantante, productor discográfico y compositor estadounidense de Los Ángeles. Saltó a la fama como miembro de la banda de crossover thrash Suicidal Tendencies y cambió su música por funk, soul, R&B progresivo, psicodelia y jazz-fusión . Desde entonces ha lanzado cuatro álbumes de estudio en solitario y es conocido por su trabajo con el productor Flying Lotus y sus apariciones en el álbum de 2015 de Kendrick Lamar , To Pimp a Butterfly . En 2016, Thundercat ganó un Grammy a Mejor Interpretación de rap melódico por su trabajo en la canción " These Walls " de To Pimp a Butterfly . En 2020, Thundercat lanzó su cuarto álbum de estudio, It Is What It Is, que le valió un premio Grammy al Mejor Álbum de R&B progresivo.

## Primeros años
Criado en Compton y otras partes de Los Ángeles, Bruner nació en una familia de músicos; entre ellos su padre Ronald Bruner Sr., baterista, y su madre Pam, flautista y percusionista. Su padre tocó la batería para The Temptations, The Supremes y Gladys Knight, entre otros. Después de que Bruner Sr. dejara la cocaína, sus hijos lo veían tocar en el Centro Cristiano Crenshaw . Bruner asistió a la Locke High School, tocando en la banda de jazz de la escuela. Su profesor, Reggie Andrews, produjo y coescribió el sencillo de Dazz Band de 1982, " Let It Whip ", y colaboró con Rick James . Andrews volvió a presentar a Bruner a Kamasi Washington; los dos se habían conocido originalmente cuando eran niños, a través de la membresía de sus padres en una banda de gospel fusión. El dúo, reunido de nuevo, se colaría en conciertos de jazz por toda la zona, conduciendo un destartalado Ford Mustang de 1982 para lograrlo. Más tarde tocarían en los mismos lugares que los artistas en cuyos conciertos se colaban. También hicieron sesiones con el primo de Bruner, Terrace Martin, en el garaje del padre de Washington durante este tiempo.

## Carrera
Bruner comenzó a tocar el bajo a temprana edad, escuchando a bajistas como Stanley Clarke y Marcus Miller como fuente de inspiración. A los 15 años logró un pequeño hit en Alemania como miembro de la banda No Curfew. Un año después, se unió a su hermano Ronald Jr. como miembro de la banda thrash crossover de Los Ángeles Suicidal Tendencies, reemplazando al ex bajista Josh Paul . Las primeras apariciones de Bruner en álbumes de estudio lo incluyen como bajista en Live at 5th Street Dick's de Kamasi Washington y en The Proclamation.
Se le atribuye a Erykah Badu el haber ayudado a Bruner a encontrar su presencia escénica e identidad como Thundercat. En esa época, Bruner tocaba en bandas en vivo para Raphael Saadiq y Snoop Dogg, y ambos hacían bromas sobre su estilo de tocar. Bruner atribuyó a Flying Lotus el apoyo que le llevó a empezar a cantar y a realizar sus propios proyectos.
En 2020, la revista Rolling Stone lo clasificó como uno de los mejores bajistas de todos los tiempos.

### Colaboraciones
En 2004, Bruner colaboró con Kamasi Washington, así como con Cameron Graves y Ronald Jr., bajo el nombre de The Young Jazz Giants. Más tarde, el grupo se unió a Terrace Martin y otros cinco músicos de jazz de Los Ángeles para formar el colectivo West Coast Get Down, con el que grabaron varios álbumes.
Además de su actividad con la banda, Bruner también es músico de sesión, aclamado por su trabajo en New Amerykah (2008) de Erykah Badu, así como Cosmogramma (2010), Until the Quiet Comes (2012) y You're Dead!, de su colega Flying Lotus, de la discográfica Brainfeeder. (2014).
Bruner fue uno de los principales colaboradores del aclamado álbum de Kendrick Lamar, To Pimp a Butterfly, en 2015, y se le ha descrito como "el epicentro creativo" del proyecto. Otros colaboradores de Thundercat, tales como Flying Lotus, Kamasi Washington y Terrace Martin, también fueron contribuyentes importantes al álbum.
Bruner fue un colaborador frecuente en los tracks de Mac Miller . El 6 de agosto de 2018, Bruner tocó el bajo durante el Tiny Desk Concert de Miller, cuando los dos tocaron su tema colaborativo, "What's the Use?"
En 2022, colaboró con la banda virtual Gorillaz en su sencillo " Cracker Island ", el primer sencillo y canción principal del álbum del mismo nombre . La canción fue lanzada el 30 de abril de 2022.
En 2024, colaboró con Justice en el tema " The End ", el último tema del álbum Hyperdrama . El álbum fue lanzado el 26 de abril de 2024. La canción se presentó en la ceremonia de clausura de los Juegos Olímpicos de Verano de 2024 en París.
En agosto de 2024, apareció en un episodio del programa infantil Yo Gabba Gabba, interpretando el tema "Orange Cat" con el elenco del programa, mientras vestía un disfraz. Se reuniría de nuevo con el elenco en diciembre de 2024 para interpretar un popurrí de canciones como parte de la serie Tiny Desk Concert.

### Álbumes en solitario

#### The Golden Age of Apocalypse and Apocalypse
Lanzó su primer álbum en solitario en 2011, The Golden Age of Apocalypse, que contó con la producción de Flying Lotus, y estuvo influenciado por artistas de fusión de la década de 1970 como Stanley Clarke y George Duke, con quien su hermano también realizó giras más tarde. El segundo álbum de Thundercat, Apocalypse, fue lanzado en 2013.

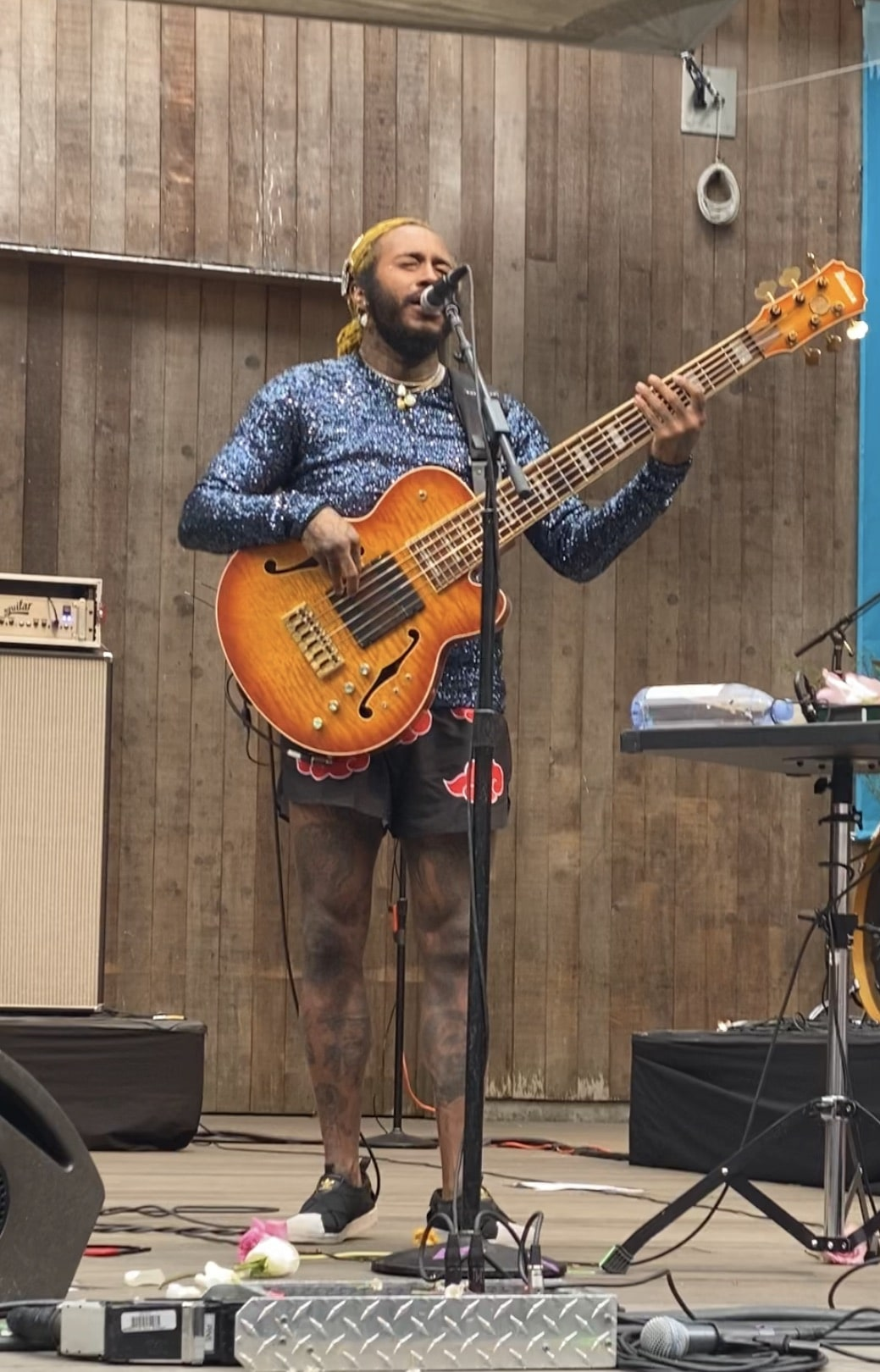
Thundercat actuando en Stern Grove, San Francisco, 2021

#### The Beyond / Where the Giants Roam
El 22 de junio de 2015, Thundercat lanzó The Beyond / Where the Giants Roam EP, desarrollado de manera contemporánea a la producción de To Pimp a Butterfly . El EP incluye homenajes a su amigo y colaborador Austin Peralta, un pianista de jazz que firmó con Brainfeeder antes de su muerte en 2012. El EP también incluye una colaboración con Herbie Hancock y fue la primera aparición de " Them Changes ".
En 2016, Bruner le reveló a XXL que estaba trabajando en un nuevo álbum con Flying Lotus como colaborador principal. En mayo de ese año, Bruner apareció en vivo con Red Hot Chili Peppers para tocar como segundo bajo en su canción "Go Robot" en la fiesta de lanzamiento de iHeartRadio del álbum de 2016 de la banda, The Getaway . En agosto de 2016, Bruner apareció en vivo con los cantantes Kenny Loggins y Michael McDonald en Chicago.

#### Drunk
En junio de 2017, Thundercat apareció en The Tonight Show Starring Jimmy Fallon para promocionar su álbum de estudio Drunk con Michael McDonald y Kenny Loggins. "Them Changes" contiene un sample de batería de la canción de los Isley Brothers de 1977 " Footsteps in the Dark ", la misma muestra utilizada en el sencillo de Ice Cube de 1993 " It Was a Good Day " (aunque este último sampleó más claramente el original).

#### It Is What It Is
En octubre de 2018, Thundercat estrenó la canción "King of the Hill" de su entonces próximo álbum It Is What It Is . El segundo sencillo, "Black Qualls", con Steve Lacy, Steve Arrington y Childish Gambino, fue lanzado el 16 de enero Otro sencillo, "Dragonball Durag", fue lanzado el 17 de febrero. It Is What It Is se estrenó el 3 de abril de 2020 y recibió excelentes críticas. Thundercat dedicó el álbum a su amigo y colaborador frecuente Mac Miller . En 2020, It Is What It Is ganó el premio al Mejor Álbum de R&B Progresivo en la 63.ª edición de los Premios Grammy.

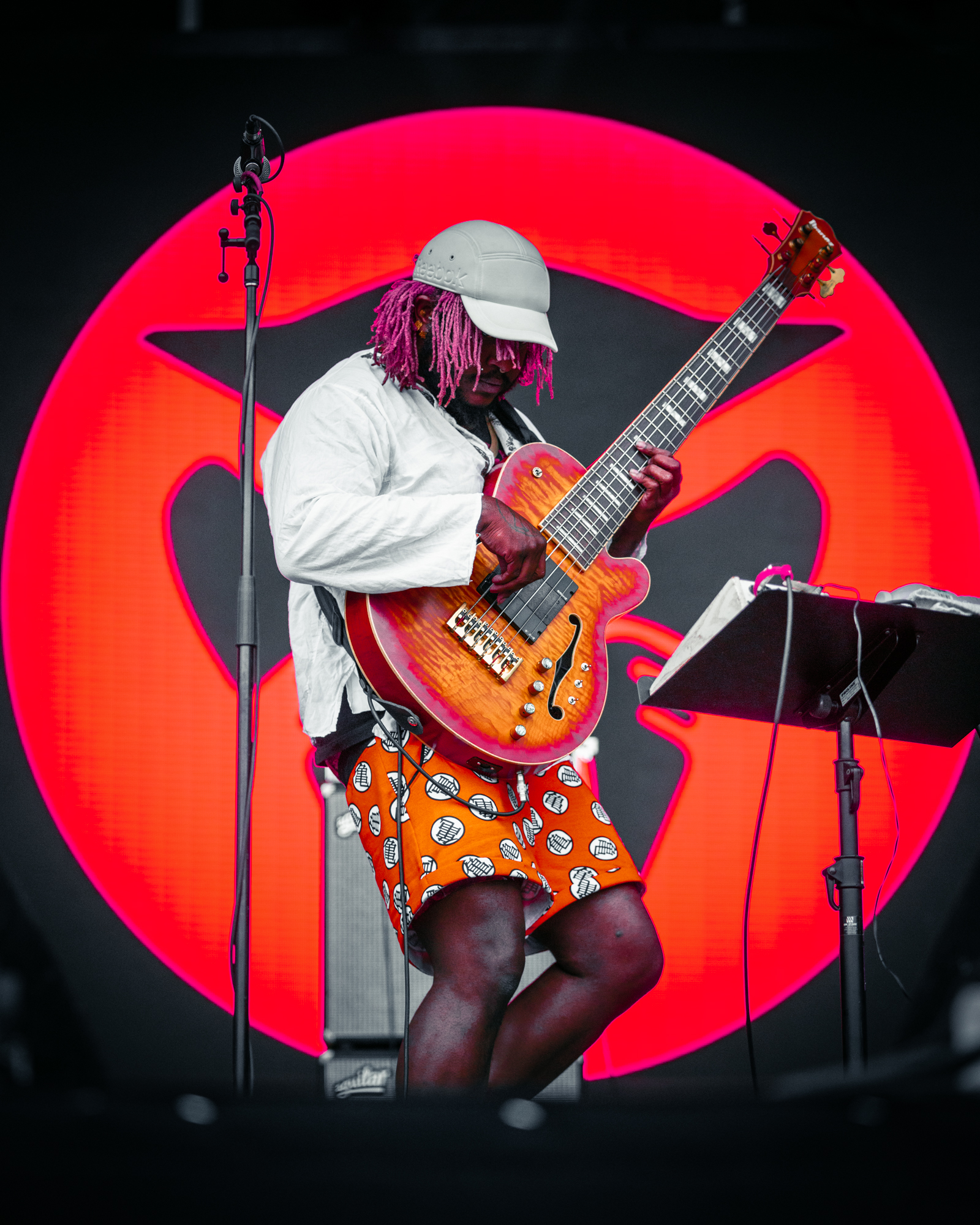
Thundercat actuando frente a su logo en 2018

En 2021, recibió el premio Libera al Mejor Disco de R&B 2021 por su álbum It Is What It Is (Brainfeeder Records) por la Asociación Estadounidense de Música Independiente (A2IM). El álbum también fue nominado como Disco del Año, pero perdió ante el álbum Punisher de Phoebe Bridgers .
En 2022, hizo una aparición especial en el cuarto episodio de El libro de Boba Fett como un "Artista Mod" a quien Boba Fett recluta para salvar la vida de Fennec Shand en un flashback donde reemplazó sus partes dañadas con reemplazos cibernéticos.
En abril de 2023, lanzó un nuevo sencillo colaborando con Kevin Parker / Tame Impala, «No More Lies». Tras el lanzamiento de «No More Lies», Thundercat anunció el In Yo Girl's City Tour, que comenzaría el 5 de agosto de 2023 en Newport, Rhode Island y concluiría el 14 de noviembre de 2023 en Santiago, Chile .

## Vida personal
Tiene una hija adolescente llamada Sanaa.
Bruner era un amigo cercano del rapero Mac Miller, con quien solía pasar tiempo juntos fuera de los escenarios. La muerte de Miller en 2018 hizo que Bruner se enfrentara a su propio consumo de sustancias y alcoholismo, lo que le llevó a beber menos y adoptar mejores hábitos alimenticios. "Es sexo, drogas y rock'n'roll. Es real. Te dejas llevar y a veces no sabes lo cerca que estás. ¿Creo que él quería morir? No, no creo que quisiera. Aunque a veces eso se te cuele esa idea porque siempre estás al borde del abismo. A veces te equivocas. Eso pasa mucho", compartió Bruner en una entrevista de 2020 con The Guardian .
Bruner es un gran fanático del anime y los dibujos animados, y suele usar atuendos que reflejen esto, como una mochila de Pikachu, diademas con orejas de gato y los Interface Headset del anime Neon Genesis Evangelion . Su nombre artístico, tomado de la serie de dibujos animados Thundercats de 1985, es una prueba más de estas influencias. Bruner es cristiano e incorpora muchos de los temas de la religión en su música.

## Instrumentos

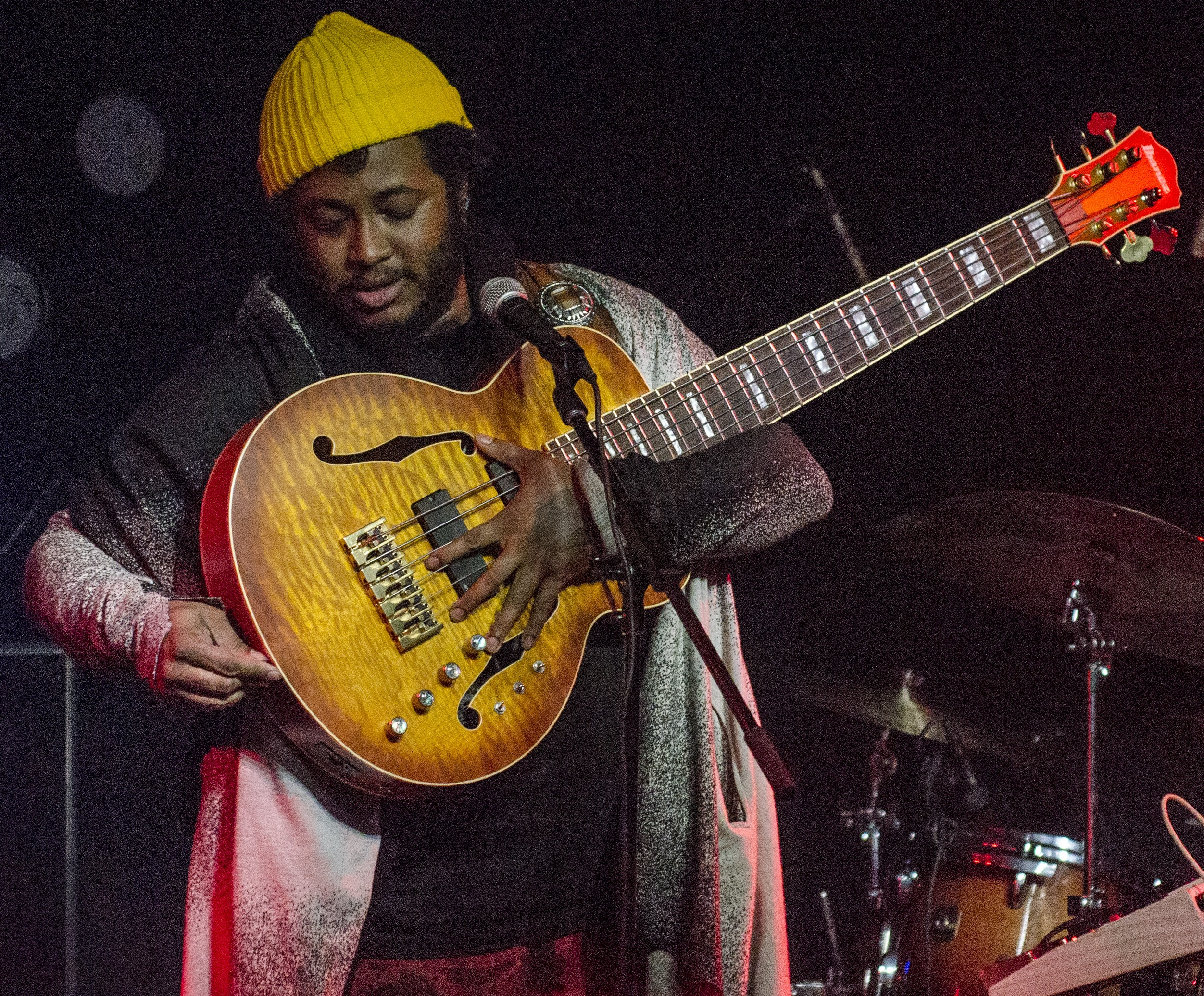
Thundercat en 2015

Bruner suele tocar con mayor frecuencia su bajo Ibanez Custom Shop de seis cuerdas (afinado en BEADGC). El instrumento tiene un cuerpo de arce ahuecado, un mástil de arce/jatoba de cinco piezas y un diapasón de palisandro. Utiliza pastillas magnéticas EMG, sillines piezoeléctricos Graph Tech Ghost y una entrada/salida con capacidad MIDI .
Ibanez produjo un modelo de bajo exclusivo Thundercat conocido como TCB1006, con seis cuerdas.

## Discografía
- The Golden Age of Apocalypse (2011)
- Apocalypse (2013)
- The Beyond / Where the Giants Roam (2015)
- Drunk (2017)
- It Is What It Is (2020)

## Filmografía
| Año  | Título                | Role        | Notas          |
| ---- | --------------------- | ----------- | -------------- |
| 2022 | El libro de Boba Fett | Artista mod | Episodios 4, 7 |

## Premios y reconocimientos

### Premios Grammy
| Año  | Categoría                            | Obra                                                    | Resultado | Ref.   |
| ---- | ------------------------------------ | ------------------------------------------------------- | --------- | ------ |
| 2016 | Álbum del año                        | To Pimp a Butterfly (como productor y artista invitado) | Nominado  | [ 38 ] |
| 2016 | Mejor interpretación de rap melódico | "These Walls"                                           | Ganador   | [ 38 ] |
| 2021 | Mejor álbum de R&B progresivo        | It Is What It Is                                        | Ganador   | [ 39 ] |

### #Premios Libera
| Año  | Categoría                     | Obra                               | Resultado | Ref.          |
| ---- | ----------------------------- | ---------------------------------- | --------- | ------------- |
| 2016 | Heritage Album of the Year    | The Beyond / Where the Giants Roam | Nominado  | [ 38 ]        |
| 2017 | Album of the Year             | Drunk                              | Nominado  | [ 38 ]        |
| 2017 | Mejor álbum de R&B progresivo | Drunk                              | Nominado  | [ 39 ]        |
| 2017 | Creative Packaging            | Drunk                              | Ganador   | [ 40 ] [ 41 ] |
| 2021 | Record of the Year            | It is What It is                   | Nominado  | [ 42 ] [ 43 ] |
| 2021 | Best R&B Record               | It is What It is                   | Ganador   | [ 44 ]        |